# جيم ستيل (مصارع محترف)
جيم ستيل (بالإنجليزية: Jim Steele)‏ هو مصارع محترف أمريكي، ولد في 4 مايو 1967 في نيو بورت ريتشي في الولايات المتحدة.

## وصلات خارجية
- جيم ستيل على موقع CageMatch worker (الإنجليزية)
- جيم ستيل على موقع IMDb (الإنجليزية)
- جيم ستيل على موقع قاعدة بيانات الفيلم (الإنجليزية)